# 石梁
石梁（？—？），字士升，號觀海，福建福州府長樂縣人，民籍，明朝政治人物。

## 生平
嘉靖二十八年（1549年）己酉科福建鄉試第六十三名舉人。嘉靖三十二年（1553年）中式癸丑科會試第一百三十一名，三甲第七十九名進士。兵部观政，授浙江龙游知县，卒。

## 家族
曾祖石垤；祖父石舜龍；父石禹疇，母陳氏。弟石栱（生员）、石檻、石桂（生员）、石栢。